# رایانش مبتنی بر زیست
رایانش مبتنی بر زیست (به انگلیسی: Bio-inspired computing؛ خلاصه عبارت biologically inspired computing) یا رایانش زیست مُلهَم، یک رشته تحصیلی است که به دنبال حل مشکلات علوم کامپیوتر با استفاده از نمونه (مدل)های زیست‌شناسی است. این مربوط به ارتباط گرایی، رفتار اجتماعی و برآمدگی است. در علوم کامپیوتر، رایانش زیست مُلهَم مربوط به هوش مصنوعی (AI) و یادگیری ماشین (Machine Learning) است. رایانش زیست مُلهَم زیرمجموعه اصلی رایانش طبیعی است.

## زمینه‌های تحقیق
بعضی از زمینه‌های تحصیلی رایانش از زیست‌شناسی الهام گرفته‌است، و همتایان بیولوژیکی آنها:
| موضوع رایانش مبتنی بر زیست      | گرایش بیولوژیکی                                                                   |
| الگوریتم ژنتیک                  | فرگشت (تکامل)                                                                     |
| پیش‌بینی زیست تخریب پذیر         | زیست‌فروسایی                                                                       |
| اتوماتای سلولی                  | زندگی                                                                             |
| برآمدگی                         | مورچه، موریانه، زنبور عسل، زنبور بی عسل                                           |
| شبکه عصبی                       | مغز                                                                               |
| حیات مصنوعی                     | زندگی                                                                             |
| سیستم ایمنی مصنوعی              | دستگاه ایمنی                                                                      |
| رندرینگ                         | الگو سازی و ارائه پوست حیوانات، پرهای پرندگان، پوسته نرم تنان و کلنی‌های باکتریایی |
| نگارال                          | ساختارهای گیاهی                                                                   |
| شبکه مخابراتی و پروتکل ارتباطات | همه گیرشناسی                                                                      |
| کامپیوترهای غشایی               | میان غشای سلولی فرایندهای زیست‌شناسی مولکولی در سلول‌های زنده                       |
| عروق هیجان انگیز                | آتش‌سوزی جنگل، موج مکزیکی، تندتپشی، آسه                                            |
| شبکه حسگر بی‌سیم                 | حس                                                                                |
| یادگیری سیستم‌های طبقه‌بندی       | شناخت، فرگشت (تکامل)                                                              |

## هوش مصنوعی
رایانش مبتنی بر زیست را می‌توان با رویکرد خود در یادگیری کامپیوتر از هوش مصنوعی سنتی تشخیص داد. رایانش مبتنی بر زیست از یک رویکرد تکاملی استفاده می‌کند در حالیکه هوش مصنوعی سنتی از یک رویکرد 'آفرینش‌گرایی یا خلقت‌گرایی' استفاده می‌کند. رایانش مبتنی بر زیست با مجموعه ای از قوانین ساده و نظام‌های ساده شروع می‌شود که به این قوانین پایبند هستند. در طول زمان، این نظامها در محدودیت‌های ساده تکامل می‌یابند. این روش می‌تواند طراحی پایین به بالا یا تمرکززدایی شناخته شود. در هوش مصنوعی سنتی، هوش اغلب از بالا برنامه‌ریزی می‌شود: برنامه‌نویس خلاق است و چیزی درست می‌کند و با هوشش آنرا تحت تأثیر قرار می‌دهد.

### مثال حشرات مجازی
رایانش مبتنی بر زیست می‌تواند برای آموزش و تربیت یک حشره مجازی استفاده شود. این حشره برای یافتن مواد غذایی آموزش دیده و با استفاده از شش قانون ساده می‌تواند در یک زمین ناشناخته مسیریابی و حرکت کند.
- پیچیدن به راست برای هدف و مانع چپ
- پیچیدن به چپ برای هدف و مانع راست
- پیچیدن به چپ برای هدف چپ و مانع راست
- پیچیدن به راست برای هدف راست و مانع چپ
- پیچیدن به چپ برای هدف چپ بدون مانع
- پیچیدن به راست برای هدف راست بدون مانع

مورچهٔ مجازی با استفاده از شبکه عصبی اسپایکی آموزش دیده می‌تواند بعد از آموزش در هر زمین ناشناخته غذا پیدا کند.پس از چندین نسل از اعمال قانون معمولاً چنین است که برخی از اشکال رفتار پیچیده به‌وجود می‌آیند. پیچیدگی بر اساس پیچیدگی ایجاد می‌شود تا اینکه نتیجه نهایی کاملاً پیچیده باشد، و اغلب به‌طور کامل با آنچه که انتظار می‌رود قوانین اصلی تولید کنند در تناقض است. (سامانه پیچیده رو ببین) به همین دلیل، در نمونه‌های شبکه عصبی لازم است به‌طور دقیق یک شبکه درون جانداری(in vivo) مدلسازی شود. توسط مجموعه ضرایبی از "noise" که می‌تواند برای اصلاح استنباط آماری و برون یابی با افزایش پیچیدگی سیستم استفاده شود.تکامل طبیعی مثال خوبی برای این روش است-قوانین تکامل (انتخاب طبیعی، نوترکیبی ژنی/تولید مثل، جهش و اخیراً سازه جابجاشدنی) در اصل قوانین ساده ای هستند، با این وجود طی میلیون‌ها سال موجودات کاملاً پیچیده‌ای تولید کرده‌اند. تکنیک مشابهی در الگوریتم‌های ژنتیک استفاده می‌شود.